# Jamie Meehan
Jamie Meehan (Mountcharles, 6 september 2003) is een Iers wielrenner.

## Carrière
In 2023 trok Meehan naar Spanje, waar hij deelnam aan meerdere wedstrijden in het nationale amateurcircuit. In augustus van dat jaar werd hij door de Ierse nationale ploeg geselecteerd voor deelname aan de wegwedstrijd voor beloften op het wereldkampioenschap en de Ronde van de Toekomst. In 2024 maakte Meehan de overstap naar het Franse CC Étupes en behaalde hij enkele ereplaatsen in het Franse amateurcircuit. In mei van dat jaar werd hij dertiende in de door Darren van Bekkum gewonnen Ronde van de Isard, een hoog aangeschreven beloftenwedstrijd. Vanwege zijn opnieuw goede resultaten in met name het Franse amateurcircuit mocht Meehan vanaf 1 augustus 2025 stagelopen bij Cofidis. Tijdens zijn debuut voor de ploeg, in de driedaagse Ronde van de Ain, eindigde hij eenmaal op het podium en werd hij veertiende in het eindklassement. Een week later werd zijn stagecontract omgezet in een profcontract.

## Ploegen
- 2025 –  AVC Aix Provence Dole (tot 14 augustus)
- 2025 –  Cofidis (stagiair vanaf 1 augustus, contract vanaf 15 augustus)

Allegaert · Aniołkowski · Aranburu · Buchmann · Carr · Coquard · De Gendt · Debeaumarché · Ferron · Finé · Fretin · Herrada · Izagirre · Izquierdo · Knight · Lastra · Maas · Mahoudo · Maisonobe · Moniquet · Oldani · Ourselin · Perez · Renard · Robeet · Samitier · Teuns · Thomas · Toumire · Touzé